# China National Offshore Oil Corporation
China National Offshore Oil Corporation (кит. упр. 中国海洋石油总公司, пиньинь Zhōngguó Háiyáng Shíyóu Zǒnggōngsī), сокращённо CNOOC, рус. — «КНШНК» (Китайская национальная шельфовая нефтяная корпорация, Китайская компания по эксплуатации морских нефтяных ресурсов) — третья по величине национальная нефтяная компания Китая после CNPC и Sinopec. Занимается добычей, переработкой и сбытом нефти и природного газа в шельфовой части Китая. Является государственной компанией, деятельность в основном осуществляет через гонконгскую дочернюю компанию CNOOC Limited, акции которой торгуются на фондовых биржах Гонконга и Нью-Йорка.

## История
CNOOC была образована в феврале 1982 года в результате издания Госсоветом КНР постановления от 30 января о кооперации с иностранными предприятиями при разработке шельфовых нефтяных месторождений.
Первым президентом CNOOC был назначен заместитель министра нефтяной промышленности Кин Венкай. В составе национальной корпорации были созданы в мае 1982 года в Тангу — Bohai Oil Corporation, в июне в Гуанчжоу — Nanhai East Oil Corporation, в Чжаньцзяне — Nanhai West Oil Corporation, в июле в Шанхае — Nanhuanghai Oil Corporation. С 1999 года CNOOC изменила свои стратегические приоритеты, провела крупномасштабную реорганизацию и осуществила листинг своих активов сразу на двух фондовых биржах.
К 2003 году общие активы компании превысили 100 млрд юаней.
С октября 2003 по март 2011 президентом компании являлся Фу Чэньюй (Fu Chengyu), который в апреле 2011 года назначен председателем совета директоров другой китайской нефтяной компании — Sinopec.

## Деятельность
На данный момент корпорация является монополистом в области шельфовой добычи нефти и природного газа, а также их переработки.
CNOOC имеет планы по экспансии своего глобального присутствия, чтобы войти в число главных энергетических компаний в мире. В частности, в марте 2010 года было объявлено о приобретении 50 % аргентинского нефтегазового производителя Bridas Corporation приблизительно за $ 3,1 млрд. Кроме того, CNOOC владеет энергетическими активами в Австралии, Индонезии, Кении, Нигерии и Экваториальной Гвинее.
В феврале 2013 года CNOOC приобрела канадскую нефтедобывающую компанию Nexen за 15,1 млрд долл. США.

## Критика
В 2008 году компания была обвинена в нарушении прав человека на территории Мьянмы путём захвата земель на острове Рамри на западе страны и загрязнения производственными отходами рисовых полей и ирригационных систем. Китайцы планировали построить нефтеперевалочный порт в Рамри, нефтепровод через Мьянму до южной провинции Юньнань, а также газопровод.